# Epacanthaclisis samarkandica
Epacanthaclisis samarkandica är en insektsart som beskrevs av Krivokhatsky 1998. Epacanthaclisis samarkandica ingår i släktet Epacanthaclisis och familjen myrlejonsländor. Inga underarter finns listade i Catalogue of Life.